# Thomas Helmer
Thomas Helmer (født 21. april 1965 i Herford, Vesttyskland) er en tidligere tysk fodboldspiller, der som forsvarsspiller på det tyske landshold var med til at vinde guld ved EM i 1996 i England. Han vandt desuden sølv med holdet ved EM i 1992, og deltog også ved VM i 1994 og VM i 1998.
På klubplan tilbragte Helmer er årrække hos storklubberne Borussia Dortmund og Bayern München, ligesom han også var tilknyttet Arminia Bielefeld, engelske Sunderland A.F.C. samt Hertha Berlin på lejebasis.